# 14443 Sekinenomatsu
14443 Sekinenomatsu eller 1992 TV är en asteroid i huvudbältet som upptäcktes 1 oktober 1992 av de båda japanska astronomerna Kazuro Watanabe och Masayuki Yanai vid Kitami-observatoriet. Den är uppkallad efter en Sekine tall i den japanska staden Sannohe.
Asteroiden har en diameter på ungefär 6 kilometer och den tillhör asteroidgruppen Koronis.